# Super Liga (2023/2024)
Sezon 2023/24 był 33. edycją rozgrywek o mistrzostwo Mołdawii.
Brało w niej udział 8 drużyn, które w okresie od 5 sierpnia 2023 do 18 maja 2024 rozegrały w dwóch fazach 24 kolejek meczów.
Obrońcą tytułu była Sheriff Tyraspol.
Mistrzostwo po raz pierwszy w swej historii zdobył Petrocub Hîncești.

## Drużyny
| Uczestnicy poprzedniej edycji | Uczestnicy poprzedniej edycji | Uczestnicy poprzedniej edycji | Uczestnicy poprzedniej edycji |
| --- | ----------------------------- | ----------------------------- | ----------------------------- |
| SHE | Sheriff Tyraspol              | Tyraspol                      | 1                             |
| PEH | Petrocub Hîncești             | Hîncești                      | 2                             |
| ZKI | Zimbru Kiszyniów              | Kiszyniów                     | 3                             |
| MIL | Milsami Orgiejów              | Orgiejów                      | 4                             |
| SFG | Sfîntul Gheorghe              | Suruceni                      | 5                             |
| BAL | FC Bălți                      | Bielce                        | 6                             |
| po barażach |                               |                               |                               |
| DAC | Dacia Buiucani                | Kiszyniów                     | 1                             |
| Awans z Divizii A |                               |                               |                               |
| po barażach |                               |                               |                               |
| FLO | FC Florești                   | Kiszyniów                     | [ b ]                         |
| SPA | Spartanii Selemet             | Selemet                       | [ b ]                         |
| Oznaczenia: - kolumna pierwsza – skróty nazw drużyn, - kolumna trzecia – siedziba klubu, - kolumna czwarta – miejsce zajęte w poprzednim sezonie. |                               |                               |                               |

## Faza pierwsza
| Lp. | Drużyna                   | M  | Z  | R | P  | B+ | B- | +/– | Pkt | Kwalifikacja lub spadek |  | SHE | PET | MIL | ZIM | BĂL | DAC | FLO | SPA |
| --- | ------------------------- | -- | -- | - | -- | -- | -- | --- | --- | ----------------------- |  | --- | --- | --- | --- | --- | --- | --- | --- |
| 1   | Sheriff Tyraspol          | 14 | 11 | 1 | 2  | 35 | 7  | +28 | 34  | Faza druga              |  |     | 0–0 | 2–1 | 2–0 | 4–0 | 5–0 | 5–1 | 4–0 |
| 2   | Petrocub Hîncești         | 14 | 8  | 4 | 2  | 29 | 7  | +22 | 28  | Faza druga              |  | 0–1 |     | 2–0 | 0–2 | 3–0 | 0–0 | 6–0 | 3–2 |
| 3   | Milsami Orgiejów          | 14 | 9  | 1 | 4  | 20 | 14 | +6  | 28  | Faza druga              |  | 2–0 | 1–1 |     | 1–0 | 2–1 | 3–0 | 2–1 | 3–1 |
| 4   | Zimbru Kiszyniów          | 14 | 8  | 1 | 5  | 17 | 11 | +6  | 25  | Faza druga              |  | 0–1 | 1–1 | 0–1 |     | 1–0 | 1–2 | 3–1 | 2–0 |
| 5   | Bielce                    | 14 | 7  | 1 | 6  | 26 | 22 | +4  | 22  | Faza druga              |  | 3–1 | 0–4 | 3–0 | 0–1 |     | 3–0 | 2–1 | 1–1 |
| 6   | Dacia Buiucani            | 14 | 3  | 3 | 8  | 14 | 32 | −18 | 12  | Faza druga              |  | 0–4 | 0–1 | 1–2 | 1–3 | 1–5 |     | 2–1 | 1–1 |
| 7   | Florești                  | 14 | 3  | 1 | 10 | 18 | 33 | −15 | 10  | Liga 1 Faza druga       |  | 0–4 | 0–1 | 1–0 | 1–2 | 2–3 | 2–2 |     | 4–0 |
| 8   | Spartanii Sportul Selemet | 14 | 0  | 2 | 12 | 9  | 42 | −33 | 2   | Liga 1 Faza druga       |  | 0–2 | 0–7 | 1–2 | 0–1 | 1–5 | 1–4 | 1–3 |     |

## Faza druga
| Lp. | Drużyna                  | M  | Z | R | P | B+ | B- | +/– | Pkt | Kwalifikacja                                    |     | PET | SHE | ZIM | MIL | BĂL | DAC |
| --- | ------------------------ | -- | - | - | - | -- | -- | --- | --- | ----------------------------------------------- | --- | --- | --- | --- | --- | --- | --- |
| 1   | Petrocub Hîncești (M, P) | 10 | 7 | 3 | 0 | 30 | 5  | +25 | 24  | Liga Mistrzów UEFA • I runda kwalifikacyjna     |     |     | 2–1 | 4–1 | 3–0 | 5–0 | 3–0 |
| 2   | Sheriff Tyraspol         | 10 | 5 | 3 | 2 | 16 | 9  | +7  | 18  | Liga Europy UEFA • I runda kwalifikacyjna       |     | 1–1 |     | 4–1 | 2–1 | 2–1 | 1–1 |
| 3   | Zimbru Kiszyniów         | 10 | 5 | 2 | 3 | 16 | 12 | +4  | 17  | Liga Konferencji UEFA • II runda kwalifikacyjna |     | 1–1 | 2–0 |     | 3–1 | 3–0 | 2–0 |
| 4   | Milsami Orgiejów         | 10 | 2 | 4 | 4 | 11 | 12 | −1  | 10  | Liga Konferencji UEFA • I runda kwalifikacyjna  |     | 1–1 | 0–0 | 0–0 |     | 3–0 | 1–1 |
| 5   | Bielce                   | 10 | 2 | 2 | 6 | 7  | 22 | −15 | 8   |                                                 |     | 0–3 | 1–2 | 2–1 | 1–0 |     | 2–2 |
| 6   | Dacia Buiucani           | 10 | 0 | 4 | 6 | 6  | 26 | −20 | 4   |                                                 | 0–7 | 0–3 | 0–2 | 1–4 | 1–1 |     |     |

## Najlepsi strzelcy
| Bramki | Strzelcy             | Drużyna           |
| ------ | -------------------- | ----------------- |
| 13     | Radu Gînsari         | Milsami Orgiejów  |
| 10     | Vladimir Ambros      | Petrocub Hîncești |
| 10     | Mihai Plătică        | Petrocub Hîncești |
| 8      | Amine Talal          | Sheriff Tyraspol  |
| 7      | Emmanuel Alaribe     | Zimbru Kiszyniów  |
| 7      | Cedric Badolo        | Sheriff Tyraspol  |
| 7      | Nicky Cleșcenco      | Petrocub Hîncești |
| 7      | Henrique Luvannor    | Sheriff Tyraspol  |
| 7      | Nicolai Solodovnicov | Florești          |
| 7      | Andrezinho           | Bielce            |

Źródło: 

## Stadiony
| Bielce                |
| --------------------- |
| Stadion Olimpia Bălți |
| Pojemność: 5200       |
|                       |

| Dacia Buiucani Zimbru Kiszyniów |
| ------------------------------- |
| Stadion Zimbru                  |
| Pojemność: 10 104               |
|                                 |

| Florești         |
| ---------------- |
| Stadion Dinamo   |
| Pojemność: 4 981 |
|                  |

| Milsami Orgiejów |
| ---------------- |
| CSR Orhei        |
| Pojemność: 3000  |
|                  |

| Petrocub Hîncești   |
| ------------------- |
| Stadionul Orășenesc |
| Pojemność: 1100     |
|                     |

| Sheriff Tyraspol  |
| ----------------- |
| Stadion Sheriff   |
| Pojemność: 12 798 |
|                   |

| Spartanii Sportul Selemet |
| ------------------------- |
| Stadion Suruceni          |
| Pojemność: 350            |
|                           |